# 33–41 Main Street (Port Charlotte)

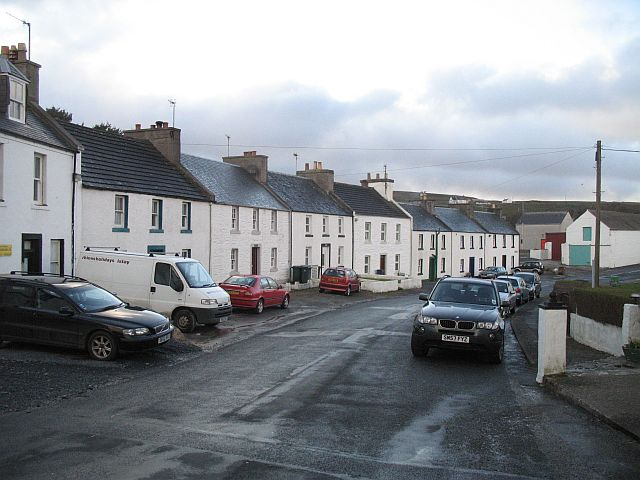
Port Charlotte Main Street; am rechten Bildrand beginnend sind die Gebäude 34–41 zu sehen.

Unter der Adresse 33–41 Main Street ist eine Reihe von neun Wohnhäusern in der schottischen Stadt Port Charlotte auf der Hebrideninsel Islay zu finden. Die Gebäude stehen nördlich des Stadtzentrums auf der Westseite der Main Street. 1971 wurden die Gebäude als Ensemble in die schottischen Denkmallisten in der Kategorie B aufgenommen. Vereinzelt werden zur Spezifizierung der Gebäude auch die Hausnamen verwendet. Diese sind im Süden beginnend: Boyle (Nr. 33), Leitch (Nr. 34), Maclean (Nr. 35), Gillespie (Nr. 36), Mactaggart (Nr. 37), Henderson (Nr. 38), Macindeor (Nr. 39), Mcdougall (Nr. 40) und Mackintosh (Nr. 41).

## Beschreibung
Die neun Gebäude wurden in geschlossener Bauweise entlang der Main Street erbaut und nehmen die gesamte gegenüberliegende Straßenseite nördlich der Einmündung der Shore Street und den Gebäuden der ehemaligen Whiskybrennerei Port Charlotte im Norden ein. Die gegenüberliegenden Straßenseite ist in diesem Bereich mit Ausnahme des Port Charlotte Hotels unbebaut, sodass die Häuser einen Blick über die Bucht Loch Indaal, an der Port Charlotte gelegen ist, bieten und auch von der Wasserseite aus gut sichtbar sind.
Wie viele Häuser in Port Charlotte wurden sie um das Jahr 1830 von Walter Frederick Campbell, dem Laird von Islay, gebaut, der die Siedlung Port Charlotte entwickelte. Mit Ausnahme von Haus Nr. 34 befinden sich die Eingangstüren mittig und jeweils fünf Fenster sind symmetrisch über die Vorderfronten verteilt. Die zweistöckigen Häuser schließen mit schiefergedeckten Satteldächern ab. Die Gebäude sind in traditioneller Bauweise auf länglichen Grundflächen gebaut. Die Fassaden sind meist in der traditionellen Harling-Technik verputzt. Im Unterschied zu den anderen Gebäuden liegt die Eingangstür von Haus Nr. 34 nicht mittig, sondern ist nach rechts versetzt. Als einziges der Häuser sind dort auch beidseitig jeweils zwei Dachgauben zu finden.